# Tempo médio de reparação
O tempo médio de reparo (MTTR) é uma métrica básica da manutenibilidade de itens reparáveis. Representa o tempo médio necessário para reparar um componente ou dispositivo com falha. Expresso matematicamente, é o tempo total de manutenção corretiva dividido pela quantidade de ocorrências de manutenção corretiva durante um determinado período. Geralmente não inclui tempo de entrega para peças não prontamente disponíveis ou outro tempo de indisponibilidade administrativo ou logístico (ALDT).
No projeto tolerante a falhas, geralmente considera-se que o MTTR inclui, também, o tempo em que a falha está latente (o tempo entre o momento em que a falha ocorre até o momento que ela é detectada). Se uma falha latente não for detectada até que ocorra uma falha independente, o sistema pode não ser capaz de se recuperar.
O MTTR geralmente faz parte de um contrato de manutenção, onde um sistema cujo MTTR é de 24 horas geralmente é mais vantajoso do que um de 7 dias se o tempo médio entre falhas (MTBF) for igual, porque sua Disponibilidade Operacional é maior.
No entanto, no contexto de um contrato de manutenção, seria importante distinguir se o MTTR deve ser uma medida do tempo médio entre o ponto em que a falha é descoberta pela primeira vez até o ponto em que o equipamento retorna à operação (geralmente denominado "tempo médio de recuperação"), ou apenas uma medida do tempo decorrido entre o ponto em que os reparos realmente começam até o ponto em que o equipamento retorna à operação (geralmente denominado "tempo médio de reparo"). Por exemplo, um sistema com um contrato de serviço garantindo um tempo médio de "conserto" de 24 horas, mas com tempo de espera adicional de peças, atrasos administrativos e atrasos de transporte técnico somando uma média de 6 dias, não seria mais atraente do que outro sistema com contrato de serviço garantindo um tempo médio de "recuperação" de 7 dias.